# Peter Criss (album)
Peter Criss è il primo album solista di Peter Criss, batterista del gruppo hard rock statunitense Kiss. Questo album, pubblicato il 18 settembre del 1978 per l'etichetta discografica Casablanca Records, faceva parte del progetto commerciale in cui i membri del gruppo avrebbero pubblicato in contemporanea un album solista.

## L'album
Nel suo album Peter Criss ha introdotto molte canzoni che aveva scritto nel 1971 per i Lips, il gruppo in cui il batterista militava prima di entrare nei Kiss, nonché una cover del brano del 1961 di Bobby Lewis Tossin' and Turnin'. Tuttavia l'album risulta essere il meno venduto di tutti i quattro album solisti pubblicati dal gruppo. L'album di Peter Criss è inoltre l'unico dal quale sono stati estratti due singoli (You Matter to Me e Don't You Let Me Down): in Italia, Francia e Giappone fu infatti preferito a You Matter to Me il pezzo Don't You Let Me Down ma sempre con Hooked on Rock 'n' Roll sul lato B .

## Tracce
1. I'm Gonna Love You (Peter Criss, Stan Penridge) – 3:18
2. You Matter to Me (Michael Morgan, Vini Poncia, John Vastano) – 3:15
3. Tossin' and Turnin'  (Ritchie Adams, Malou Rene) – 3:58
4. Don't You Let Me Down (Criss, Penridge) – 3:38
5. That's the Kind of Sugar Papa Likes (Criss, Penridge) – 2:59
6. Easy Thing (Criss, Penridge) – 3:53
7. Rock Me, Baby (Sean Delaney) – 2:50
8. Kiss the Girl Goodbye (Criss, Penridge) – 2:46
9. Hooked on Rock 'n Roll (Criss, Penridge, Poncia) – 3:37
10. I Can't Stop the Rain (Delaney) – 4:25

## Formazione
- Peter Criss - voce, batteria, percussioni

### Collaboratori
- Bill Bodine - basso
- Michael Carnahan - sassofono
- Lenny Castro - percussioni
- Bill Cuomo - tastiere, sintetizzatore, arrangiamenti
- Maxine Dixon - voce secondaria
- Danny Faragher - voce secondaria
- Davey Faragher - voce secondaria
- Jimmy Faragher - vove secondaria
- Tommy Faragher - voce secondaria
- Richard Gerstein - tastiere
- Gordon Grody - voce secondaria
- Brendan Harkin - chitarra
- Neil Jason - basso
- Steve Lukather - chitarra
- Art Munson - chitarra
- Stan Penridge - chitarra, voce secondaria
- Vini Poncia - voce secondaria
- Elliot Randall - chitarra
- Tom Saviano - arrangiamenti dei fiati
- Allan Schwartzberg - batteria
- Annie Sutton - voce secondaria
- Julia Tillman - voce secondaria
- John Tropea - chitarra
- Maxine Willard - voce secondaria

### Personale tecnico
- Mike Stone - tecnico del suono
- Dave Wittman - tecnico del suono
- Bob Schaper - tecnico del suono